# Sierra de Abodi
Sierra de Abodi är en ås i Spanien.   Den ligger i provinsen Provincia de Navarra och regionen Navarra, i den nordöstra delen av landet, 400 km nordost om huvudstaden Madrid.